# کریستینا اوئته
کریستینا اوئته (اسپانیایی: Cristina Huete‎) تهیه‌کننده فیلم اهل اسپانیا است. وی از سال ۲۰۱۹ عضو رسمی آکادمی علوم و هنرهای سینما است.
از فیلم‌هایی که وی در آن‌ها نقش داشته است، می‌توان به روزگار خوش، دوتا زیاده، دختر رؤیاهای شما، چیکو و ریتا، زندگی با چشمان بسته آسان است و ملکه اسپانیا اشاره نمود.
وی همچنین برندهٔ جوایزی همچون جایزه گویا برای بهترین فیلم شده است.